# فرودگاه هلسورتهی برکز
فرودگاه هلسورتهی برکز (به انگلیسی: Holsworthy Barracks) یک فرودگاه نظامی است که یک باند فرود آسفالت دارد و طول باند آن ۱۱۸ متر است. این فرودگاه در شهر سیدنی کشور استرالیا قرار دارد و در ارتفاع ۸۲ متری از سطح دریا واقع شده‌است.